# Жупа (община Тутин)
Жупа (на сръбски: Жупа) е село в Сърбия, разположено в община Тутин, Рашки окръг. Намира се на 986 метра надморска височина. Населението му според преброяването през 2011 г. е 654 души. При преброяването на населението през 2002 г. има 344 жители, от тях 326 (94,76 %) бошняци, 13 (3,77 %) сърби, 3 (0,87 %) руснаци, 1 (0,29 %) мюсюлманин и 1 (0,29 %) югославянин.

## Население
Численост на населението според преброяванията през годините:
- 1948 – 279 души
- 1953 – 252 души
- 1961 – 261 души
- 1971 – 328 души
- 1981 – 350 души
- 1991 – 274 души
- 2002 – 344 души
- 2011 – 654 души